# I Ribelli (album)
I Ribelli è il primo e unico album in studio del gruppo musicale rock italiano omonimo, pubblicato nel 1968 dalla Ricordi.

## Tracce
Lato A
1. Come sempre (cover di Baby Make Own Sweet Music dei Jay & the Techniques)
2. Chi mi aiuterà (cover di You Keep Me Hangin' On nella versione dei Vanilla Fudge, originariamente delle Supremes)
3. Un posto al sole
4. Baby è un'abitudine (cover di Baby Now That I've Found You dei Foundations)
5. Un giorno se ne va
6. Arcobaleno (cover di Over the Rainbow di Judy Garland)

Lato B
1. Yummy Yummy Yummy
2. Pugni chiusi
3. Get ready (cover di Get Ready dei The Temptations)
4. Nel sole, nel vento, nel sorriso e nel pianto
5. La nostra favola (cover di Delilah di Tom Jones)
6. Lei m'ama (cover di Tell Mama di Etta James)

## Formazione
- Demetrio Stratos – voce, organo
- Giorgio Benacchio – chitarra, voce
- Angel Salvador – basso
- Gianni Dall'Aglio – batteria, voce
- Natale Massara – sassofono contralto, voce